# Juan de Villalpando
Joan o Juan de Villalpando fue un poeta y caballero aragonés de la segunda mitad del siglo XV, II señor de Estopiñán; podemos encontrar algunas de sus composiciones en el Cancionero de Stúñiga y en otros cancioneros de la época. 
Se tienen escasas noticias sobre su vida: fue hijo segundón del primer matrimonio de Ruy García de Villalpando, I señor de Estopiñán y Espluga de San Quílez, consejero del rey Juan II de Navarra y Aragón, y de María de Deza, señora de Peñalba, hija a su vez de los señores de Castrillo. Juan se convirtió en mayorazgo de su padre al fallecer su hermano Francisco en 1455, y fue maestresala y al menos desde 1472 mayordomo del rey Juan II. Al ser su madre castellana, pasó largo tiempo en Castilla, donde tomó parte en las revueltas en favor de los infantes de Aragón. Se casó con doña Contesina de Funes, señora de la baronía de Quinto, cuyo título añadió a los suyos. Según noticia de una de las Letras del humanista Fernando del Pulgar, un Juan de Villalpando, quizá un primo castellano homónimo suyo, hijo del doctor, oidor, contador mayor y consejero real Sancho García de Villalpando y contador mayor él mismo de Enrique IV.º, doncel, guarda real y escribano de las rentas del infantazgo de Valladolid, fue ahorcado injustamente por Juan de Ulloa en Toro a mediados de 1479, en el curso de la guerra civil castellana de entonces. Quizá fuese este el poeta cancioneril, y no el caballero aragonés.
Como poeta, mosén Villalpando es recordado sobre todo por haber sido el segundo en escribir sonetos en castellano, en total cuatro, aunque en dodecasílabos. Pero resultan ser obra de escaso mérito: emplean serventesios en vez de cuartetos, y por escasa habilidad incrusta sin querer algunos endecasílabos; por ejemplo: «Ya que tal caso las trae consigo» que es un endecasílabo dactílico pleno (1-4-7-10), e incluso podría computarse como decasílabo. Estos cuatro sonetos, escritos probablemente antes de 1445, se encuentran en el Cancionero de Herberay des Essarts (ff. 169v-170r) y en el Cancionero Estense de Módena (97v.-98r). Serían, pues, más o menos coetáneos a los 42 sonetos fechos al itálico modo de don Íñigo López de Mendoza, marqués de Santillana, tenidos como los primeros escritos en castellano, si bien en endecasílabos.